# Herrenbekleidung

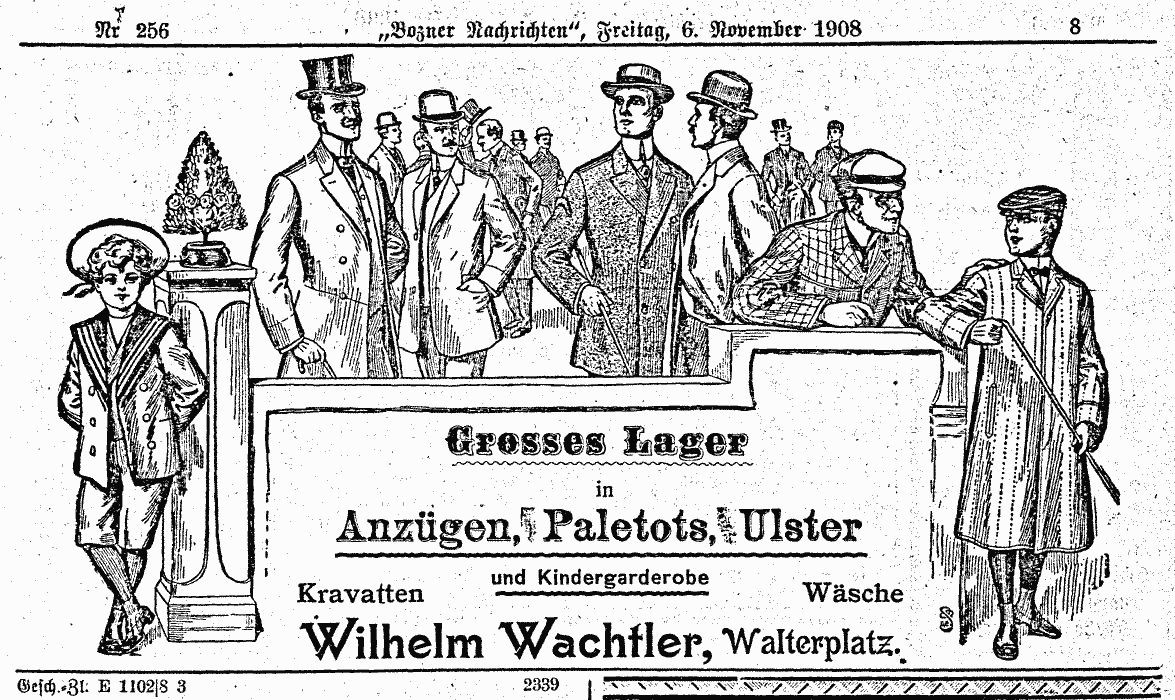
Zeitungsannonce für Herrenbekleidung in den Bozner Nachrichten von 1908

Der Begriff Herrenbekleidung ist eine Bezeichnung für die spezielle Anfertigung und Maßschneiderei von Bekleidung für eine männliche Person.
Mit der Industrialisierung begann die Spezialisierung sowohl in der Produktion als auch im Handel auf das spezielle Segment der Bekleidung für Männer.
Für die Warenklassifikation kann man Herren- und Knabenoberbekleidung in die Warengruppe HAKA zusammenfassen. Herrenbekleidung wird hier in die Segmente Mäntel und (Outdoor-)Jacken, Jacketts und Blazer, Anzüge, Hosen, Hemden und Pullover unterteilt.
Herrenausstatter sind Geschäfte, die sich auf Herrenbekleidung spezialisiert haben.